# Rene Hrvatin
Rene Hrvatin (* 8. Dezember 2006) ist ein slowenischer Fußballspieler auf der Position eines rechten Verteidigers bzw. Flügelspielers. Seit der Saison 2022/23 steht er beim FC Koper mit Spielbetrieb in der höchsten slowenischen Fußballliga unter Vertrag, kommt aber auch noch regelmäßig im vereinseigenen Nachwuchs zum Einsatz.

## Vereinskarriere

### Zeit beim FC Koper
Rene Hrvatin wurde am 8. Dezember 2006 geboren, wuchs in der slowenischen Seehafenstadt Koper auf und spielte spätestens ab 2015 im Nachwuchs des hiesigen FC Koper. Während er in der Saison 2019/20 noch als U-15-Spieler fungierte und es dabei auf 16 Meisterschaftseinsätze gebracht hatte, gehörte er auch in der nachfolgenden Spielzeit 2020/21 vorrangig dem U-15-Kader seines Vereins an, absolvierte jedoch auch bereits drei Meisterschaftsspiele in der 1. Slovenska Kadetska Liga, der slowenischen U-17-Liga. In dieser war er spätestens ab der darauffolgenden Saison 2021/22 ein Stammspieler, wobei er auf eine Bilanz von zwei Toren bei 20 Ligaeinsätzen kam. Des Weiteren gab er in dieser Spielzeit sein Debüt für die U-19-Auswahl des Klubs mit Spielbetrieb in der 1. Slovenska Mladinska Liga. Bereits bei seinem ersten Einsatz für das Team, einem 2:1-Auswärtssieg über den gleichaltrigen Nachwuchs des NK Celje erzielte Hrvatin sein erstes Pflichtspieltor für die Mannschaft. Seinen Durchbruch feierte der junge Offensivakteur daraufhin in der Saison 2022/23, in der er gleich in drei verschiedenen Mannschaften des Vereins zum Einsatz kam. Während er für die U-17-Mannschaft noch in zwei Ligaspielen auflief und dabei drei Treffer beisteuerte, trat er in dieser Spielzeit vorrangig als U-19-Spieler in Erscheinung. Bei 21 Meisterschaftsauftritten kam er dabei sieben Mal zum Torerfolg und empfahl sich dadurch für die Profimannschaft des Vereins. Mit der Mannschaft belegte er im Endklassement den zehnten Tabellenplatz in der 1. SML. Bereits im Sommer 2022 hatte der damals noch 15-Jährige seinen ersten Profivertrag erhalten.
Zwei Tage nach seinem 16. Geburtstag wurde er von seinem Trainer Zoran Zeljković am 10. Dezember 2022 beim 1:0-Auswärtssieg über den NK Bravo in der 91. Spielminute für den sechs Jahre älteren Luka Kambič eingewechselt. Mit 16 Jahren und zwei Tagen war er damit der mit Abstand jüngste eingesetzte Spieler der 1. SNL 2022/23. Bis zum Ende der Spielzeit, die Koper auf dem sechsten Tabellenplatz beendete, saß er noch in drei weiteren Meisterschaftsspielen uneingesetzt auf der Ersatzbank. Hinzu kamen noch 21 Meisterschaftsspiele und sieben -tore für die U-19-Mannschaft des Klubs sowie zwei Spiele mit drei Treffern für die U-17. Zur Saison 2023/24 wurde Hrvatin vorrangig im U-19-Team mit Spielbetrieb in der 1. Slovenska Mladinska Liga eingesetzt, kam aber auch zu sechs Kurzeinsätzen in der höchsten slowenischen Fußballliga sowie zu einem Einsatz im Pokal Slovenije 2023/24. Während er mit der Mannschaft im letztgenannten Bewerb im Viertelfinale gegen NŠ Mura ausschied, rangierte er mit Koper in der Liga im Endklassement auf dem fünften Platz. Anfangs vor allem als Stürmer im Einsatz änderte sich zu Beginn seiner Profizeit, in der er zumeist als rechter Verteidiger bzw. Flügelspieler zu Einsätzen kam.

### Wechsel zum NK Domžale
In der anschließenden Sommerpause wechselte Hrvatin zum Ligakonkurrenten NK Domžale, bei dem er einen Dreijahresvertrag unterschrieb. Ab der Spielzeit 2024/25 mehrten sich die Einsätze Hravtins in der 1. SNL, obwohl er auch noch in der U-19-Mannschaft des neuen Klubs zu Einsätzen kam. Bis dato (Stand: 21. April 2025) hatte er es 2024/25 auf 15 Erstligaeinsätze, einen Treffer und zwei Assists gebracht. Sein erstes Ligator gelang ihm dabei am 29. November 2024 bei einer 2:3-Heimniederlage gegen den NK Bravo.

## Nationalmannschaftskarriere
Erste Erfahrungen in einer Nachwuchsnationalmannschaft des slowenischen Fußballverbandes sammelte Hrvatin im September 2021, als er mit der slowenischen U-16-Auswahl zwei freundschaftliche Länderspielen gegen die Alterskollegen aus Ungarn absolvierte. Danach kam er Ende April und Anfang Mai 2022 bei einem von der UEFA ausgerichteten U-16-Entwicklungsturnier gegen Griechenland, Armenien und Kroatien zum Einsatz und blieb in allen drei Spielen torlos.
Bereits wenige Monate zuvor debütierte der Angriffsspieler am 8. Februar 2022 für die U-17-Nationalmannschaft Sloweniens. Dabei absolvierte er ein Spiel gegen Bosnien und Herzegowina, zwei Tage später ein weiteres gegen dieselbe Mannschaft und wurde danach Anfang März auch noch in einem U-17-Länderspiel gegen Lettland berücksichtigt, wobei er beim 5:2-Sieg der Slowenen auch einen Treffer beisteuern konnte. Danach fand er erst wieder im Herbst 2022 in die slowenische U-17-Nationalelf, als er in zwei Freundschaftsspielen gegen Serbien auflief. Im November 2022 bestritt er mit der slowenischen U-17-Auswahl die erste Qualifikationsrunde zur U-17-Europameisterschaft 2023 gegen die Färöer, Kasachstan und Portugal. Als Zweiter der Gruppe 1 stieg er mit den Slowenen in die nachfolgende Eliterunde der Qualifikation auf. Nachdem er davor noch im Februar 2023 zwei Spiele gegen gleichaltrige Slowaken absolviert hatte, kam er im März 2023 in allen drei Qualispielen der Eliterunde gegen Belgien, Norwegen und Kroatien zum Einsatz. Hierbei schaffte er es mit der Auswahl abermals auf den zweiten Platz, der mit der Teilnahme an der im Mai und Juni 2023 in Ungarn stattfindenden EM-Endrunde verbunden war.
In der Gruppenphase des Turniers traf Slowenien auf Spanien, Serbien und Italien, konnte dabei jedoch nur das erste Spiel gegen Serbien gewinnen und ging in den beiden anderen jeweils als Verlierer vom Platz. Hrvatin stand in zwei der drei Spiele seiner Mannschaft in der Gruppe B in der Startformation und konnte beim 4:2-Sieg über Serbien mit dem Treffer zur 4:0-Führung in der 52. Spielminute auch ein Tor beisteuern. Insgesamt kam Hrvatin in 15 Länderspielen der slowenischen U-17-Nationalmannschaft zum Einsatz und erzielte dabei zwei Tore. Am 6. September 2023 debütierte er bei einem 3:0-Sieg über Saudi-Arabien in der slowenischen U-19-Nationalmannschaft, für die er noch im selben internationalen Turnier für U-19-Nationalmannschaften zwei weitere Länderspiele (gegen Mexiko und Island) absolvierte.
Danach verging beinahe ein Jahr ohne weiteren Länderspieleinsatz Hrvatins in der U-19-Nationalmannschaft. Bei einer 0:2-Niederlage gegen Italien kam er Anfang August 2024 wieder zum Einsatz. In der Zwischenzeit hatte er Mitte Mai 2024 gegen Bosnien und Herzegowina auch zwei Länderspiele für die slowenischen U-18-Auswahl absolviert. Ein Jahr nach seinem U-19-Debüt nahm er mit der U-19-Nationalmannschaft im September 2024 ein weiteres Mal an dem internationalen Turnier teil und kam dabei in den Partien gegen Katar, Polen und Irland zum Einsatz. Nachdem er im Oktober 2024 bei einer 1:2-Niederlage gegen Österreich zum Einsatz gekommen war, startete er im November 2024 mit seiner Mannschaft in die Qualifikation zur U-19-EM 2025. Nach einer Niederlage im ersten Spiel gegen die Niederlande im ersten Spiel und zwei nachfolgenden Siegen über Kasachstan und die Ukraine zog er mit den Slowenen in die Eliterunde der EM-Qualifikation ein. In der Eliterunde, die im März 2025 stattfand, konnte er sich mit seinem Heimatland jedoch nicht gegen die Konkurrenz durchsetzen und wurde mit Slowenien hinter Deutschland und vor Finnland und Irland Zweiter in der Gruppe 6.